# Cerastis rufa
Cerastis rufa là một loài bướm đêm trong họ Noctuidae.